# Brasilien i olympiska sommarspelen 2008
Brasilien i olympiska sommarspelen 2008 bestod av 277 idrottare som blivit uttagna av Brasiliens olympiska kommitté.

## Basketboll
- Huvudartikel: Basketboll vid olympiska sommarspelen 2008
- Damer

| Lag         | V | F | PF  | PA  | PDiff | Poäng |
| ----------- | - | - | --- | --- | ----- | ----- |
| Australien  | 5 | 0 | 349 | 264 | +85   | 10    |
| Ryssland    | 4 | 1 | 278 | 258 | +20   | 9     |
| Vitryssland | 2 | 3 | 320 | 332 | -12   | 7     |
| Sydkorea    | 2 | 3 | 352 | 360 | -8    | 7     |
| Lettland    | 1 | 4 | 266 | 315 | -49   | 6     |
| Brasilien   | 1 | 4 | 337 | 354 | -17   | 6     |

| 2008-08-09 |              |             |            |
| Sydkorea   | 68 – 62 (OT) | Brasilien   | 2008-08-11 |
| Australien | 80 – 65      | Brasilien   |            |
| 2008-08-13 |              |             |            |
| Brasilien  | 78 – 79      | Lettland    |            |
| 2008-08-15 |              |             |            |
| Ryssland   | 74 – 64      | Brasilien   |            |
| 2008-08-17 |              |             |            |
| Brasilien  | 68 – 53      | Vitryssland |            |

## Bordtennis
- Huvudartikel: Bordtennis vid olympiska sommarspelen 2008
- Singel, herrar

| Idrottare       | Gren   | Grundomgång                                                   | Omgång 1                                           | Omgång 2             | Omgång 3             | Omgång 4             | Kvartsfinal          | Semifinal            | Final                |
| Idrottare       | Gren   | Motståndare Resultat                                          | Motståndare Resultat                               | Motståndare Resultat | Motståndare Resultat | Motståndare Resultat | Motståndare Resultat | Motståndare Resultat | Motståndare Resultat |
| --------------- | ------ | ------------------------------------------------------------- | -------------------------------------------------- | -------------------- | -------------------- | -------------------- | -------------------- | -------------------- | -------------------- |
| Thiago Monteiro | Singel |                                                               | Kim Hyok Bong (PRK) L 6-11, 9-11, 6-11, 11-7, 5-11 | Gick inte vidare     | Gick inte vidare     | Gick inte vidare     | Gick inte vidare     | Gick inte vidare     | Gick inte vidare     |
| Gustavo Tsuboi  | Singel | Peter-Paul (CAN) W 11-7, 11-6, 10-12, 11-7, 7-11, 9-11, 12-10 | Gionis Panagiotis (GRE) L 7-11, 3-11, 5-11, 5-11   | Gick inte vidare     | Gick inte vidare     | Gick inte vidare     | Gick inte vidare     | Gick inte vidare     | Gick inte vidare     |

- Lag, herrar

| Lag              | Poäng | Matcher | Vinster | Förluster | GW | GL |
| ---------------- | ----- | ------- | ------- | --------- | -- | -- |
| Sydkorea         | 6     | 3       | 3       | 0         | 9  | 2  |
| Kinesiska Taipei | 5     | 3       | 2       | 1         | 7  | 6  |
| Sverige          | 4     | 3       | 1       | 2         | 5  | 6  |
| Brasilien        | 3     | 3       | 0       | 3         | 2  | 9  |

13 augusti
| Kinesiska Taipei | 3–1 | Brasilien |
| Sydkorea         | 3–1 | Brasilien |

14 augusti
| Sverige | 3–0 | Brasilien |

- Singel, damer

| Idrottare      | Gren   | Grundomgång                               | Omgång 1             | Omgång 2             | Omgång 3             | Omgång 4             | Kvartsfinal          | Semifinal            | Final                |
| Idrottare      | Gren   | Motståndare Resultat                      | Motståndare Resultat | Motståndare Resultat | Motståndare Resultat | Motståndare Resultat | Motståndare Resultat | Motståndare Resultat | Motståndare Resultat |
| -------------- | ------ | ----------------------------------------- | -------------------- | -------------------- | -------------------- | -------------------- | -------------------- | -------------------- | -------------------- |
| Mariany Nonaka | Singel | Paskauskiene (LTU) L 3-11,6-11,13-15,3-11 | Gick inte vidare     | Gick inte vidare     | Gick inte vidare     | Gick inte vidare     | Gick inte vidare     | Gick inte vidare     | Gick inte vidare     |

## Boxning
- Huvudartikel: Boxning vid olympiska sommarspelen 2008

| Paulo Carvalho    | Lätt flugvikt   | Bouchtouk (MAR) W 13-7  | Plange (GHA) W 21-12 | Hernández (CUB) L 6-21 | Gick inte vidare | Gick inte vidare | Gick inte vidare | Gick inte vidare | Gick inte vidare |
| Robenilson Vieria | Flugvikt        | Rathnayake (SRI) W 13-3 | Yunusov (TJK) L 6-12 | Gick inte vidare       | Gick inte vidare | Gick inte vidare |                  |                  |                  |
| Robson Conceição  | Fjädervikt      | Yang (CHN) L 4-12       | Gick inte vidare     | Gick inte vidare       | Gick inte vidare | Gick inte vidare |                  |                  |                  |
| Éverton Lopes     | Lättvikt        | Talasbayev (KGZ) L 7-9  | Gick inte vidare     | Gick inte vidare       | Gick inte vidare | Gick inte vidare |                  |                  |                  |
| Myke Carvalho     | Lätt weltervikt | Colin (MRI) L 11-15     | Gick inte vidare     | Gick inte vidare       | Gick inte vidare | Gick inte vidare |                  |                  |                  |
| Washington Silva  | Lätt tungvikt   | Augustama (HAI) W 6-2   | Samir (GHA) W 9-7    | Egan (IRL) L 0-8       | Gick inte vidare | Gick inte vidare | Gick inte vidare | Gick inte vidare | Gick inte vidare |

## Brottning
- Huvudartikel: Brottning vid olympiska sommarspelen 2008

Damer
| Idrottare           | Klass             | Kvalomgång              | Åttondelsfinal        | Kvartsfinal          | Semifinal            | Bronsomgång Runda 1  | Bronsomgång Runda 2  | Final                |
| Idrottare           | Klass             | Motståndare Resultat    | Motståndare Resultat  | Motståndare Resultat | Motståndare Resultat | Motståndare Resultat | Motståndare Resultat | Motståndare Resultat |
| ------------------- | ----------------- | ----------------------- | --------------------- | -------------------- | -------------------- | -------------------- | -------------------- | -------------------- |
| Rosângela Conceição | Fristil, tungvikt | Zhanibekova (KAZ) W 2-1 | Hamaguchi (JPN) L 0-2 | Gick inte vidare     | Gick inte vidare     | Gick inte vidare     | Gick inte vidare     | Gick inte vidare     |

## Bågskytte
- Huvudartikel: Bågskytte vid olympiska sommarspelen 2008
- Herrar

| Namn          | Gren         | Rankingrunda | Rankingrunda | 32-delsfinal                     | 16-delsfinal     | 8-delsfinal      | Kvartsfinal      | Semifinal        | Final            | Final            |
| Namn          | Gren         | Poäng        | Seed         | Resultat                         | Resultat         | Resultat         | Resultat         | Resultat         | Resultat         | Plats            |
| ------------- | ------------ | ------------ | ------------ | -------------------------------- | ---------------- | ---------------- | ---------------- | ---------------- | ---------------- | ---------------- |
| Luiz Trainini | Individuellt | 610          | 61           | Park Kyung-Mo (KOR) (4) L 99-116 | Gick inte vidare | Gick inte vidare | Gick inte vidare | Gick inte vidare | Gick inte vidare | Gick inte vidare |

## Cykling
- Huvudartikel: Cykling vid olympiska sommarspelen 2008

### Mountainbike
Herrar
| Cyklist         | Gren         | Tid     | Placering |
| --------------- | ------------ | ------- | --------- |
| Rubens Donizete | Mountainbike | 2:05:19 | 21:a      |

Damer
| Cyklist          | Gren         | Tid    | Placering |
| ---------------- | ------------ | ------ | --------- |
| Jaqueline Mourão | Mountainbike | -1 LAP | 19:e      |

### Landsväg
Herrar
| Cyklist            | Gren      | Tid                | Placering |
| ------------------ | --------- | ------------------ | --------- |
| Murilo Fischer     | Linjelopp | 6h 26' 17 (+2:28)  | 20:a      |
| Luciano Pagliarini | Linjelopp | 7h 08' 27 (+44:38) | 90:a      |

Damer
| Cyklist            | Gren      | Tid                | Placering |
| ------------------ | --------- | ------------------ | --------- |
| Clemilda Fernandes | Linjelopp | 3h 41' 01" (+9:17) | 51:a      |

## Fotboll
- Huvudartikel: Fotboll vid olympiska sommarspelen 2008

### Damer
| Nr          | Namn                 | Klubb                  | Född              | SM        | Mål       |           | Gult kort · Gult kort · Rött kort | Rött kort |
| Målvakter   | Målvakter            | Målvakter              | Målvakter         | Målvakter | Målvakter | Målvakter | Målvakter                         | Målvakter |
| ----------- | -------------------- | ---------------------- | ----------------- | --------- | --------- | --------- | --------------------------------- | --------- |
| 1           | Andreia              | Prainsa Zaragoza       | 14 september 1977 | 0         | 0         | 0         | 0                                 | 0         |
| 12          | Bárbara              | Sport Recife           | 4 juli 1988       | 0         | 0         | 0         | 0                                 | 0         |
| Försvarare  |                      |                        |                   |           |           |           |                                   |           |
| 2           | Simone               | Olympique Lyonnais     | 10 februari 1981  | 0         | 0         | 0         | 0                                 | 0         |
| 3           | Andréia Rosa         | Ferroviária Araraquara | 8 juli 1984       | 0         | 0         | 0         | 0                                 | 0         |
| 4           | Tania                | Saad                   | 10 mars 1974      | 0         | 0         | 0         | 0                                 | 0         |
| 5           | Renata Costa         | Odense                 | 8 juli 1986       | 0         | 0         | 0         | 0                                 | 0         |
| 16          | Erika                | Santos FC              | 4 februari 1988   | 0         | 0         | 0         | 0                                 | 0         |
| 18          | Rosana               | SV Neulengbach         | 7 juli 1982       | 0         | 0         | 0         | 0                                 | 0         |
| Mittfältare |                      |                        |                   |           |           |           |                                   |           |
| 6           | Maycon               | Saad                   | 30 april 1977     | 0         | 0         | 0         | 0                                 | 0         |
| 7           | Daniela              | Linköpings FC          | 12 januari 1984   | 0         | 0         | 0         | 0                                 | 0         |
| 8           | Formiga              | Saad                   | 3 mars 1978       | 0         | 0         | 0         | 0                                 | 0         |
| 9           | Ester                | Santos FC              | 9 december 1982   | 0         | 0         | 0         | 0                                 | 0         |
| 13          | Francielle           | Santos FC              | 18 oktober 1989   | 0         | 0         | 0         | 0                                 | 0         |
| 17          | Maurine              | Santos FC              | 14 januari 1986   | 0         | 0         | 0         | 0                                 | 0         |
| Anfallare   |                      |                        |                   |           |           |           |                                   |           |
| 10          | Marta                | Umeå IK                | 19 februari 1986  | 0         | 0         | 0         | 0                                 | 0         |
| 11          | Cristiane            | Linköpings FC          | 15 maj 1985       | 0         | 0         | 0         | 0                                 | 0         |
| 14          | Pretinha             | INAC Leonissa          | 19 maj 1975       | 0         | 0         | 0         | 0                                 | 0         |
| 15          | Fabiana              | Corinthians            | 4 augusti 1989    | 0         | 0         | 0         | 0                                 | 0         |
| Coach       |                      |                        |                   |           |           |           |                                   |           |
|             | Jorge Luiz Barcellos |                        | 17 mars 1967      |           |           |           |                                   |           |

- Grupp F

| Lag       | S | V | O | F | GM | IM | MS | P |
| --------- | - | - | - | - | -- | -- | -- | - |
| Brasilien | 3 | 2 | 1 | 0 | 5  | 2  | +3 | 7 |
| Tyskland  | 3 | 2 | 1 | 0 | 2  | 0  | +2 | 7 |
| Nordkorea | 3 | 1 | 0 | 2 | 2  | 3  | −1 | 3 |
| Nigeria   | 3 | 0 | 0 | 3 | 1  | 5  | −4 | 0 |

|       | 6 augusti 2008 | Tyskland | 0 – 0           | Brasilien | Shenyang Olympic Stadium, Shenyang      |                                         |
| 17.00 | 17.00          |          | (0 – 0) Rapport |           | Publik: 20 703 Domare: Kari Seitz (USA) | Publik: 20 703 Domare: Kari Seitz (USA) |
| 17.00 | 17.00          |          |                 |           | Publik: 20 703 Domare: Kari Seitz (USA) | Publik: 20 703 Domare: Kari Seitz (USA) |
| 17.00 | 17.00          |          |                 |           | Publik: 20 703 Domare: Kari Seitz (USA) | Publik: 20 703 Domare: Kari Seitz (USA) |

|       | 9 augusti 2008 | Brasilien             | 2 – 1           | Nordkorea      | Shenyang Olympic Stadium, Shenyang       |                                          |
| 19.45 | 19.45          | Daniela 14′ Marta 23′ | (2 – 0) Rapport | 90′ Ri Kum-Suk | Publik: 19 616 Domare: Niu Huijun (Kina) | Publik: 19 616 Domare: Niu Huijun (Kina) |
| 19.45 | 19.45          |                       |                 |                | Publik: 19 616 Domare: Niu Huijun (Kina) | Publik: 19 616 Domare: Niu Huijun (Kina) |
| 19.45 | 19.45          |                       |                 |                | Publik: 19 616 Domare: Niu Huijun (Kina) | Publik: 19 616 Domare: Niu Huijun (Kina) |

|       | 12 augusti 2008 | Nigeria            | 1 – 3           | Brasilien                 | Beijing Workers' Stadium, Beijing             |                                               |
| 17.00 | 17.00           | Nkwocha 19′ (str.) | (1 – 3) Rapport | 34′, 35′, 45+3′ Cristiane | Publik: 51 112 Domare: Hong Eun-ah (Sydkorea) | Publik: 51 112 Domare: Hong Eun-ah (Sydkorea) |
| 17.00 | 17.00           |                    |                 |                           | Publik: 51 112 Domare: Hong Eun-ah (Sydkorea) | Publik: 51 112 Domare: Hong Eun-ah (Sydkorea) |
| 17.00 | 17.00           |                    |                 |                           | Publik: 51 112 Domare: Hong Eun-ah (Sydkorea) | Publik: 51 112 Domare: Hong Eun-ah (Sydkorea) |

### Herrar
| Nr          | Namn           | Klubb             | Födelsedag | SM        | Mål       |           | Gult kort · Gult kort · Rött kort | Rött kort |
| Målvakter   | Målvakter      | Målvakter         | Målvakter  | Målvakter | Målvakter | Målvakter | Målvakter                         | Målvakter |
| ----------- | -------------- | ----------------- | ---------- | --------- | --------- | --------- | --------------------------------- | --------- |
| 1           | Diego          | UD Almería        | 23         | 0         | 0         | 0         | 0                                 | 0         |
| 12          | Renan          | Internacional     | 23         | 0         | 0         | 0         | 0                                 | 0         |
| Försvarare  |                |                   |            |           |           |           |                                   |           |
| 2           | Rafinha        | Schalke 04        | 22         | 0         | 0         | 0         | 0                                 | 0         |
| 3           | Breno          | Bayern München    | 18         | 0         | 0         | 0         | 0                                 | 0         |
| 4           | Thiago Silva*  | Fluminense        | 23         | 0         | 0         | 0         | 0                                 | 0         |
| 6           | Marcelo        | Real Madrid       | 20         | 0         | 0         | 0         | 0                                 | 0         |
| 13          | Ilsinho        | Sjachtar Donetsk  | 22         | 0         | 0         | 0         | 0                                 | 0         |
| 14          | Alex Silva     | São Paulo         | 23         | 0         | 0         | 0         | 0                                 | 0         |
| Mittfältare |                |                   |            |           |           |           |                                   |           |
| 5           | Lucas          | Liverpool         | 21         | 0         | 0         | 0         | 0                                 | 0         |
| 7           | Diego          | Werder Brême      | 23         | 0         | 0         | 0         | 0                                 | 0         |
| 8           | Anderson       | Manchester United | 20         | 0         | 0         | 0         | 0                                 | 0         |
| 10          | Ronaldinho*    | Milan AC          | 28         | 0         | 0         | 0         | 0                                 | 0         |
| 11          | Thiago Neves   | Fluminense        | 23         | 0         | 0         | 0         | 0                                 | 0         |
| 15          | Hernanes       | São Paulo         | 23         | 0         | 0         | 0         | 0                                 | 0         |
| 16          | Ramires        | Cruzeiro          | 21         | 0         | 0         | 0         | 0                                 | 0         |
| Anfallare   |                |                   |            |           |           |           |                                   |           |
| 9           | Alexandre Pato | Milan AC          | 18         | 0         | 0         | 0         | 0                                 | 0         |
| 17          | Jô             | Manchester City   | 21         | 0         | 0         | 0         | 0                                 | 0         |
| 18          | Rafael Sóbis   | Real Betis        | 23         | 0         | 0         | 0         | 0                                 | 0         |
| Coach       |                |                   |            |           |           |           |                                   |           |
|             | Dunga          |                   | 44         |           |           |           |                                   |           |

- Grupp C

| Lag         | S | V | O | F | GM | IM | MS | P |
| ----------- | - | - | - | - | -- | -- | -- | - |
| Brasilien   | 3 | 3 | 0 | 0 | 9  | 0  | +9 | 9 |
| Belgien     | 3 | 2 | 0 | 1 | 3  | 1  | +2 | 6 |
| Kina        | 3 | 0 | 1 | 2 | 1  | 6  | −5 | 1 |
| Nya Zeeland | 3 | 0 | 1 | 2 | 1  | 7  | −6 | 1 |

|       | 2008-08-07 | Brasilien U23 | 1 – 0     | Belgien U23 | Shenyang Olympic Stadium, Shenyang                    |                                                       |
| 17.00 | 17.00      | Hernanes 79′  | (Rapport) |             | Publik: 39 661 Domare: Khalil Al Ghamdi, Saudiarabien | Publik: 39 661 Domare: Khalil Al Ghamdi, Saudiarabien |
| 17.00 | 17.00      |               |           |             | Publik: 39 661 Domare: Khalil Al Ghamdi, Saudiarabien | Publik: 39 661 Domare: Khalil Al Ghamdi, Saudiarabien |
| 17.00 | 17.00      |               |           |             | Publik: 39 661 Domare: Khalil Al Ghamdi, Saudiarabien | Publik: 39 661 Domare: Khalil Al Ghamdi, Saudiarabien |

|       | 2008-08-10 | Nya Zeeland U23 | 0 – 5     | Brasilien U23                                               | Shenyang Olympic Stadium, Shenyang                |                                                   |
| 17.00 | 17.00      |                 | (Rapport) | Anderson 3′ Pato 33′ Ronaldinho 55′, 61′ (str.) Sóbis 90+3′ | Publik: 44 951 Domare: Stéphane Lannoy, Frankrike | Publik: 44 951 Domare: Stéphane Lannoy, Frankrike |
| 17.00 | 17.00      |                 |           |                                                             | Publik: 44 951 Domare: Stéphane Lannoy, Frankrike | Publik: 44 951 Domare: Stéphane Lannoy, Frankrike |
| 17.00 | 17.00      |                 |           |                                                             | Publik: 44 951 Domare: Stéphane Lannoy, Frankrike | Publik: 44 951 Domare: Stéphane Lannoy, Frankrike |

|       | 2008-08-13 | Kina U23 | 0 – 3     | Brasilien U23                   | Qinhuangdao Olympic Sports Center Stadium, Qinhuangdao |                                                |
| 19.45 | 19.45      |          | (Rapport) | Diego 18′ Thiago Neves 69′, 73′ | Publik: 38 790 Domare: Jerome Damon, Sydafrika         | Publik: 38 790 Domare: Jerome Damon, Sydafrika |
| 19.45 | 19.45      |          |           |                                 | Publik: 38 790 Domare: Jerome Damon, Sydafrika         | Publik: 38 790 Domare: Jerome Damon, Sydafrika |
| 19.45 | 19.45      |          |           |                                 | Publik: 38 790 Domare: Jerome Damon, Sydafrika         | Publik: 38 790 Domare: Jerome Damon, Sydafrika |

- Slutspel

|  | Kvartsfinal | Kvartsfinal         | Kvartsfinal   |               |               | Semifinal     | Semifinal | Semifinal |             |            | Final      | Final         | Final |
|  |             |                     |               |               |               |               |           |           |             |            |            |               |       |
|  | B1          | Nigeria U23         | 2             |               |               |               |           |           |             |            |            |               |       |
|  | A2          | Elfenbenskusten U23 | 0             |               |               |               |           |           |             |            |            |               |       |
|  | A2          | Elfenbenskusten U23 | 0             |               | B1            | Nigeria U23   | 4         |           |             |            |            |               |       |
|  |             |                     |               |               | B1            | Nigeria U23   | 4         |           |             |            |            |               |       |
|  |             | C2                  | Belgien U23   | 1             |               |               |           |           |             |            |            |               |       |
|  | D1          | C2                  | Belgien U23   | 1             | Italien U23   | 2             |           |           |             |            |            |               |       |
|  | D1          |                     |               |               | Italien U23   | 2             |           |           |             |            |            |               |       |
|  | C2          | Belgien U23         | 3             |               |               |               |           |           |             |            |            |               |       |
|  |             |                     |               |               |               |               |           |           |             |            | B1         | Nigeria U23   | 0     |
|  |             |                     | A1            | Argentina U23 | 1             |               |           |           |             |            |            |               |       |
|  | A1          | Argentina U23       | 2             |               |               |               |           |           |             |            |            |               |       |
|  | B2          | Nederländerna U23   | 1             |               |               |               |           |           |             |            |            |               |       |
|  | B2          | Nederländerna U23   | 1             |               | A1            | Argentina U23 | 3         |           | Bronsmatch  | Bronsmatch | Bronsmatch | Bronsmatch    |       |
|  |             |                     |               |               | A1            | Argentina U23 | 3         |           | Bronsmatch  | Bronsmatch | Bronsmatch | Bronsmatch    |       |
|  |             | C1                  | Brasilien U23 | 0             |               |               |           |           |             |            |            |               |       |
|  | C1          | C1                  | Brasilien U23 | 0             | Brasilien U23 | 2             |           | C2        | Belgien U23 | 0          |            |               |       |
|  | C1          |                     |               |               | Brasilien U23 | 2             |           | C2        | Belgien U23 | 0          |            |               |       |
|  | D2          | Kamerun U23         | 0             |               |               |               |           |           |             |            | C1         | Brasilien U23 | 3     |

- Kvartsfinal

|       | 2008-08-16 | Brasilien U23           | 2 – 0 (e.fl.)        | Kamerun U23 | Shenyang Olympic Stadium, Shenyang              |                                                 |
| 18.00 | 18.00      | Sóbis 101′ Marcelo 105′ | (0–0, 0–0) (Rapport) |             | Publik: 41 043 Domare: Damir Skomina, Slovenien | Publik: 41 043 Domare: Damir Skomina, Slovenien |
| 18.00 | 18.00      |                         |                      |             | Publik: 41 043 Domare: Damir Skomina, Slovenien | Publik: 41 043 Domare: Damir Skomina, Slovenien |
| 18.00 | 18.00      |                         |                      |             | Publik: 41 043 Domare: Damir Skomina, Slovenien | Publik: 41 043 Domare: Damir Skomina, Slovenien |

- Semifinal

|       | 2008-08-19 | Argentina U23                       | 3 – 0           | Brasilien U23 | Beijing Workers' Stadium, Beijing              |                                                |
| 21.00 | 21.00      | Agüero 52′, 58′ Riquelme 76′ (str.) | (0–0) (Rapport) |               | Publik: 52 968 Domare: Martín Vázquez, Uruguay | Publik: 52 968 Domare: Martín Vázquez, Uruguay |
| 21.00 | 21.00      |                                     |                 |               | Publik: 52 968 Domare: Martín Vázquez, Uruguay | Publik: 52 968 Domare: Martín Vázquez, Uruguay |
| 21.00 | 21.00      |                                     |                 |               | Publik: 52 968 Domare: Martín Vázquez, Uruguay | Publik: 52 968 Domare: Martín Vázquez, Uruguay |

- Bronsmatch

|       | 2008-08-22 | Belgien U23 | 0 – 3           | Brasilien U23           | Shanghai Stadium, Shanghai                         |                                                    |
| 19.00 | 19.00      |             | (0–2) (Rapport) | Diego 27′ Jô 45′, 90+2′ | Publik: 50 705 Domare: Thomas Einwaller, Österrike | Publik: 50 705 Domare: Thomas Einwaller, Österrike |
| 19.00 | 19.00      |             |                 |                         | Publik: 50 705 Domare: Thomas Einwaller, Österrike | Publik: 50 705 Domare: Thomas Einwaller, Österrike |
| 19.00 | 19.00      |             |                 |                         | Publik: 50 705 Domare: Thomas Einwaller, Österrike | Publik: 50 705 Domare: Thomas Einwaller, Österrike |

### Slutspel
|  | Kvartsfinal | Kvartsfinal | Kvartsfinal |     |         | Semifinal | Semifinal | Semifinal |            |            | Final      | Final      | Final |
|  |             |             |             |     |         |           |           |           |            |            |            |            |       |
|  | F1          | Brasilien   | 2           |     |         |           |           |           |            |            |            |            |       |
|  | G2          | Norge       | 1           |     |         |           |           |           |            |            |            |            |       |
|  | G2          | Norge       | 1           |     | F1      | Brasilien | 4         |           |            |            |            |            |       |
|  |             |             |             |     | F1      | Brasilien | 4         |           |            |            |            |            |       |
|  |             | F2          | Tyskland    | 1   |         |           |           |           |            |            |            |            |       |
|  | E2          | F2          | Tyskland    | 1   | Sverige | 0         |           |           |            |            |            |            |       |
|  | E2          |             |             |     | Sverige | 0         |           |           |            |            |            |            |       |
|  | F2          | Tyskland    | 2           |     |         |           |           |           |            |            |            |            |       |
|  |             |             |             |     |         |           |           |           |            |            | F1         | Brasilien  | 0     |
|  |             |             | G1          | USA | 1       |           |           |           |            |            |            |            |       |
|  | G1          | USA         | 2           |     |         |           |           |           |            |            |            |            |       |
|  | E3          | Kanada      | 1           |     |         |           |           |           |            |            |            |            |       |
|  | E3          | Kanada      | 1           |     | G1      | USA       | 4         |           | Bronsmatch | Bronsmatch | Bronsmatch | Bronsmatch |       |
|  |             |             |             |     | G1      | USA       | 4         |           | Bronsmatch | Bronsmatch | Bronsmatch | Bronsmatch |       |
|  |             | G3          | Japan       | 2   |         |           |           |           |            |            |            |            |       |
|  | E1          | G3          | Japan       | 2   | Kina    | 0         |           | F2        | Tyskland   | 2          |            |            |       |
|  | E1          |             |             |     | Kina    | 0         |           | F2        | Tyskland   | 2          |            |            |       |
|  | G3          | Japan       | 2           |     |         |           |           |           |            |            | G3         | Japan      | 0     |

- Kvartsfinaler

|  | 15 augusti 2008 18.00 | Brasilien             | 2 – 1          | Norge             | Tianjin Olympic Centre Stadium, Tianjin |                                        |
|  |                       | Daniela 44′ Marta 57′ | (1 – 1; 1 – 0) | 83′ (str.) Nordby | Publik: 26 174 Domare: Kari Seitz, USA  | Publik: 26 174 Domare: Kari Seitz, USA |
|  |                       |                       |                |                   | Publik: 26 174 Domare: Kari Seitz, USA  | Publik: 26 174 Domare: Kari Seitz, USA |
|  |                       |                       |                |                   | Publik: 26 174 Domare: Kari Seitz, USA  | Publik: 26 174 Domare: Kari Seitz, USA |

- Semifinal

|  | 18 augusti 2008 18.00 | Brasilien                                | 4 – 1   | Tyskland  | Shanghai Stadium, Shanghai                   |                                              |
|  |                       | Formiga 43′ Cristiane 49′, 76′ Marta 53′ | (1 – 1) | 10′ Prinz | Publik: 26 976 Domare: Hong Eun Ah, Sydkorea | Publik: 26 976 Domare: Hong Eun Ah, Sydkorea |
|  |                       |                                          |         |           | Publik: 26 976 Domare: Hong Eun Ah, Sydkorea | Publik: 26 976 Domare: Hong Eun Ah, Sydkorea |
|  |                       |                                          |         |           | Publik: 26 976 Domare: Hong Eun Ah, Sydkorea | Publik: 26 976 Domare: Hong Eun Ah, Sydkorea |

- Final

|  | 21 augusti 2008 21.00 | Brasilien · | 0 – 1          | USA ·     | Beijing Workers' Stadium, Peking                |                                                 |
|  |                       |             | (0 – 0; 0 – 0) | 96′ Lloyd | Publik: 51 612 Domare: Dagmar Damkova, Tjeckien | Publik: 51 612 Domare: Dagmar Damkova, Tjeckien |
|  |                       |             |                |           | Publik: 51 612 Domare: Dagmar Damkova, Tjeckien | Publik: 51 612 Domare: Dagmar Damkova, Tjeckien |
|  |                       |             |                |           | Publik: 51 612 Domare: Dagmar Damkova, Tjeckien | Publik: 51 612 Domare: Dagmar Damkova, Tjeckien |

## Friidrott
- Huvudartikel: Friidrott vid olympiska sommarspelen 2008

Förkortningar
- Noteringar – Placeringarna avser endast löparens eget heat
- Q = Kvalificerad till nästa omgång
- q = Kvalificerade sig till nästa omgång som den snabbaste idrottaren eller, i fältgrenarna, via placering utan att uppnå kvalgränsen.
- NR = Nationellt rekord
- N/A = Omgången ingick inte i grenen
- Bye = Idrottaren behövde inte delta i denna omgång

Herrar
Bana och landsväg
| Idrottare                                                        | Gren       | Heat     | Heat      | Kvartsfinal      | Kvartsfinal      | Semifinal        | Semifinal        | Final            | Final            |
| Idrottare                                                        | Gren       | Resultat | Placering | Resultat         | Placering        | Resultat         | Placering        | Resultat         | Placering        |
| ---------------------------------------------------------------- | ---------- | -------- | --------- | ---------------- | ---------------- | ---------------- | ---------------- | ---------------- | ---------------- |
| José Alessandro Bagio                                            | 20 km gång | i.u.     | i.u.      | i.u.             | i.u.             | i.u.             | i.u.             | 1:21:43          | 14               |
| Franck Caldeira                                                  | Maraton    | i.u.     | i.u.      | i.u.             | i.u.             | i.u.             | i.u.             | DNF              | DNF              |
| Anselmo da Silva                                                 | 110 m häck | 13.81    | 4 Q       | 13.84            | 7                | Gick inte vidare | Gick inte vidare | Gick inte vidare | Gick inte vidare |
| Kléberson Davide                                                 | 800 m      | 1:48.53  | 5         | i.u.             | i.u.             | Gick inte vidare | Gick inte vidare | Gick inte vidare | Gick inte vidare |
| Fernando de Almeida                                              | 400 m      | 46.60    | 5         | i.u.             | i.u.             | Gick inte vidare | Gick inte vidare | Gick inte vidare | Gick inte vidare |
| Bruno de Barros                                                  | 200 m      | 21.15    | 5         | Gick inte vidare | Gick inte vidare | Gick inte vidare | Gick inte vidare | Gick inte vidare | Gick inte vidare |
| Hudson de Souza                                                  | 1 500 m    | 3:37.06  | 7         | i.u.             | i.u.             | Gick inte vidare | Gick inte vidare | Gick inte vidare | Gick inte vidare |
| José de Souza                                                    | Maraton    | i.u.     | i.u.      | i.u.             | i.u.             | i.u.             | i.u.             | 2:20:25          | 38               |
| Marílson dos Santos                                              | Maraton    | i.u.     | i.u.      | i.u.             | i.u.             | i.u.             | i.u.             | DNF              | DNF              |
| Mário dos Santos                                                 | 50 km gång | i.u.     | i.u.      | i.u.             | i.u.             | i.u.             | i.u.             | 4:10:25          | 41               |
| Vicente de Lima                                                  | 100 m      | 10.26    | 3 Q       | 10.31            | 7                | Gick inte vidare | Gick inte vidare | Gick inte vidare | Gick inte vidare |
| José Carlos Moreira                                              | 100 m      | 10.29    | 3 Q       | 10.32            | 6                | Gick inte vidare | Gick inte vidare | Gick inte vidare | Gick inte vidare |
| Fabiano Peçanha                                                  | 800 m      | 1:46.54  | 4         | i.u.             | i.u.             | Gick inte vidare | Gick inte vidare | Gick inte vidare | Gick inte vidare |
| Mahau Suguimati                                                  | 400 m häck | 49.45    | 3 Q       | 50.16            | 7                | Gick inte vidare | Gick inte vidare | Gick inte vidare | Gick inte vidare |
| Sandro Viana                                                     | 100 m      | 10.60    | 6         | Gick inte vidare | Gick inte vidare | Gick inte vidare | Gick inte vidare | Gick inte vidare | Gick inte vidare |
| Sandro Viana                                                     | 200 m      | 20.84    | 4 q       | 21.07            | 7                | Gick inte vidare | Gick inte vidare | Gick inte vidare | Gick inte vidare |
| Bruno de Barros Vicente de Lima José Carlos Moreira Sandro Viana | 4 x 100 m  | 39.01    | 4 Q       | i.u.             | i.u.             | i.u.             | i.u.             | 38.24            | 4                |

Fältgrenar
| Idrottare               | Gren      | Kval    | Kval      | Final            | Final            |
| Idrottare               | Gren      | Distans | Placering | Distans          | Placering        |
| ----------------------- | --------- | ------- | --------- | ---------------- | ---------------- |
| Fábio Gomes da Silva    | Stavhopp  | 5.45    | =25       | Gick inte vidare | Gick inte vidare |
| Mauro Vinícius da Silva | Längdhopp | 7.75    | 26        | Gick inte vidare | Gick inte vidare |
| Jessé de Lima           | Höjdhopp  | 2.29    | =1 Q      | 2.20             | =10              |
| Jadel Gregório          | Tresteg   | 17.15   | 9 q       | 17.20            | 6                |
| Jefferson Sabino        | Tresteg   | 16.45   | 28        | Gick inte vidare | Gick inte vidare |

Kombinerade grenar – Tiokamp
| Idrottare     | Gren     | 100 m | LJ   | SP | HJ   | 400 m | 110H | DT | PV | JT | 1500 m | Final | Placering |
| ------------- | -------- | ----- | ---- | -- | ---- | ----- | ---- | -- | -- | -- | ------ | ----- | --------- |
| Carlos Chinin | Resultat | 10.99 | 6.94 | NM | 1.99 | 49.21 | DNS  | —  | —  | —  | —      | DNF   | DNF       |
| Carlos Chinin | Poäng    | 863   | 799  | 0  | 794  | 851   | 0    | —  | —  | —  | —      | DNF   | DNF       |

Damer
Bana & landsväg
| Idrottare                                                            | Gren           | Heat     | Heat      | Kvartsfinal      | Kvartsfinal      | Semifinal        | Semifinal        | Final            | Final            |
| Idrottare                                                            | Gren           | Resultat | Placering | Resultat         | Placering        | Resultat         | Placering        | Resultat         | Placering        |
| -------------------------------------------------------------------- | -------------- | -------- | --------- | ---------------- | ---------------- | ---------------- | ---------------- | ---------------- | ---------------- |
| Maria Laura Almirão                                                  | 400 m          | 53.26    | 5         | i.u.             | i.u.             | Gick inte vidare | Gick inte vidare | Gick inte vidare | Gick inte vidare |
| Lucimar de Moura                                                     | 100 m          | 11.60    | 4 q       | 11.67            | 8                | Gick inte vidare | Gick inte vidare | Gick inte vidare | Gick inte vidare |
| Evelyn dos Santos                                                    | 200 m          | 23.40    | 5         | Gick inte vidare | Gick inte vidare | Gick inte vidare | Gick inte vidare | Gick inte vidare | Gick inte vidare |
| Marily dos Santos                                                    | Maraton        | i.u.     | i.u.      | i.u.             | i.u.             | i.u.             | i.u.             | 2:38:10          | 51               |
| Maíla Machado                                                        | 100 m häck     | 13.45    | 7         | i.u.             | i.u.             | Gick inte vidare | Gick inte vidare | Gick inte vidare | Gick inte vidare |
| Tânia Spindler                                                       | 20 km gång     | i.u.     | i.u.      | i.u.             | i.u.             | i.u.             | i.u.             | 1:36:46          | 37               |
| Lucimar Teodoro                                                      | 400 m häck     | 57.68    | 6         | i.u.             | i.u.             | Gick inte vidare | Gick inte vidare | Gick inte vidare | Gick inte vidare |
| Zenaide Vieira                                                       | 3 000 m hinder | DNF      | DNF       | i.u.             | i.u.             | i.u.             | i.u.             | Gick inte vidare | Gick inte vidare |
| Lucimar de Moura Rosemar Coelho Neto Thaissa Presti Rosângela Santos | 4 x 100 m      | 43.38    | 3 Q       | i.u.             | i.u.             | i.u.             | i.u.             | 43.14            | 4                |
| Maria Laura Almirão Emmily Pinheiro Lucimar Teodoro Josiane Tito     | 4 x 400 m      | 3:30.10  | 6         | i.u.             | i.u.             | i.u.             | i.u.             | Gick inte vidare | Gick inte vidare |

Fältgrenar
| Idrottare          | Gren           | Kval  | Kval      | Final            | Final            |
| Idrottare          | Gren           | Längd | Placering | Längd            | Placering        |
| ------------------ | -------------- | ----- | --------- | ---------------- | ---------------- |
| Elisângela Adriano | Diskuskastning | 58.84 | 19        | Gick inte vidare | Gick inte vidare |
| Keila Costa        | Längdhopp      | 6.62  | 8 q       | 6.43             | 11               |
| Gisele de Oliveira | Tresteg        | 13.81 | 23        | Gick inte vidare | Gick inte vidare |
| Maurren Maggi      | Längdhopp      | 6.79  | 2 Q       | 7.04             | 1                |
| Fabiana Murer      | Stavhopp       | 4.50  | =2 q      | 4.45             | 10               |
| Alessandra Resende | Spjutkastning  | 56.53 | 27        | Gick inte vidare | Gick inte vidare |

Kombinerade grenar – Sjukamp
| Mångkampare       | Gren     | 100H  | HJ   | SP    | 200 m | LJ   | JT    | 800 m   | Final | Placering |
| ----------------- | -------- | ----- | ---- | ----- | ----- | ---- | ----- | ------- | ----- | --------- |
| Lucimara da Silva | Resultat | 13.55 | 1.83 | 11.59 | 24.56 | 6.18 | 40.34 | 2:16.20 | 6076  | 17*       |
| Lucimara da Silva | Poäng    | 1043  | 1016 | 634   | 928   | 905  | 674   | 876     | 6076  | 17*       |

## Fäktning
- Huvudartikel: Fäktning vid olympiska sommarspelen 2008

Herrar
| Idrottare     | Gren                  | Omgång 1            | Sextondelsfinal        | Åttondelsfinal    | Kvartsfinal       | Semifinal         | Final / BM        | Final / BM       |
| Idrottare     | Gren                  | Motståndare Poäng   | Motståndare Poäng      | Motståndare Poäng | Motståndare Poäng | Motståndare Poäng | Motståndare Poäng | Placering        |
| ------------- | --------------------- | ------------------- | ---------------------- | ----------------- | ----------------- | ----------------- | ----------------- | ---------------- |
| João Souza    | Florett, individuellt | i.u.                | Ota (JPN) L 4–15       | Gick inte vidare  | Gick inte vidare  | Gick inte vidare  | Gick inte vidare  | Gick inte vidare |
| Renzo Agresta | Sabel, individuellt   | Samir (EGY) W 15–10 | Tarantino (ITA) L 8–15 | Gick inte vidare  | Gick inte vidare  | Gick inte vidare  | Gick inte vidare  | Gick inte vidare |

## Gymnastik
- Huvudartikel: Gymnastik vid olympiska sommarspelen 2008

### Artistisk gymnastik
Herrar
| Gymnast        | Gren       | Kval    | Kval    | Kval    | Kval    | Kval    | Kval    | Kval   | Kval      | Final            | Final            | Final            | Final            | Final            | Final            | Final            | Final            |
| Gymnast        | Gren       | Redskap | Redskap | Redskap | Redskap | Redskap | Redskap | Totalt | Placering | Redskap          | Redskap          | Redskap          | Redskap          | Redskap          | Redskap          | Totalt           | Placering        |
| Gymnast        | Gren       | F       | PH      | R       | V       | PB      | HB      | Totalt | Placering | F                | PH               | R                | V                | PB               | HB               | Totalt           | Placering        |
| -------------- | ---------- | ------- | ------- | ------- | ------- | ------- | ------- | ------ | --------- | ---------------- | ---------------- | ---------------- | ---------------- | ---------------- | ---------------- | ---------------- | ---------------- |
| Diego Hypólito | Fristående | 15.950  | i.u.    | i.u.    | i.u.    | i.u.    | i.u.    | 15.950 | 1 Q       | 15.200           | i.u.             | i.u.             | i.u.             | i.u.             | i.u.             | 15.200           | 6                |
| Diego Hypólito | Hopp       | i.u.    | i.u.    | i.u.    | 16.100  | i.u.    | i.u.    | 16.100 | =25       | Gick inte vidare | Gick inte vidare | Gick inte vidare | Gick inte vidare | Gick inte vidare | Gick inte vidare | Gick inte vidare | Gick inte vidare |

Damer
Lag
| Gymnast           | Gren        | Kval     | Kval     | Kval    | Kval    | Kval    | Kval      | Final   | Final   | Final   | Final   | Final   | Final     |
| Gymnast           | Gren        | Redskap  | Redskap  | Redskap | Redskap | Totalt  | Placering | Redskap | Redskap | Redskap | Redskap | Totalt  | Placering |
| Gymnast           | Gren        | F        | V        | UB      | BB      | Totalt  | Placering | F       | V       | UB      | BB      | Totalt  | Placering |
| ----------------- | ----------- | -------- | -------- | ------- | ------- | ------- | --------- | ------- | ------- | ------- | ------- | ------- | --------- |
| Jade Barbosa      | Lagmångkamp | 14.900   | 15.100 Q | 14.800  | 14.700  | 59.500  | 12 Q      | 14.325  | 15.025  | 14.725  | 15.300  | i.u.    | i.u.      |
| Daiane dos Santos | Lagmångkamp | 15.275 Q | 14.800   | i.u.    | i.u.    | i.u.    | i.u.      | 15.275  | 14.675  | i.u.    | i.u.    | i.u.    | i.u.      |
| Ethiene Franco    | Lagmångkamp | 14.275   | 14.175   | 14.100  | 14.400  | 56.950  | 36        | i.u.    | i.u.    | i.u.    | 13.675  | i.u.    | i.u.      |
| Daniele Hypólito  | Lagmångkamp | 14.250   | i.u.     | 14.300  | 14.000  | i.u.    | i.u.      | i.u.    | i.u.    | 14.625  | 14.925  | i.u.    | i.u.      |
| Ana Cláudia Silva | Lagmångkamp | 14.800   | 14.750   | 14.550  | 13.475  | 57.575  | 28 Q      | 13.375  | i.u.    | i.u.    | i.u.    | i.u.    | i.u.      |
| Laís Souza        | Lagmångkamp | i.u.     | 14.800   | 14.775  | 13.575  | i.u.    | i.u.      | i.u.    | 14.600  | 14.350  | i.u.    | i.u.    | i.u.      |
| Totalt            | Lagmångkamp | 59.250   | 59.450   | 58.425  | 56.675  | 233.800 | 7 Q       | 42.975  | 44.300  | 43.700  | 43.900  | 174.875 | 8         |

Individuella finaler
| Gymnast           | Gren       | Redskap | Redskap | Redskap | Redskap | Totalt | Placering |
| Gymnast           | Gren       | F       | V       | UB      | BB      | Totalt | Placering |
| ----------------- | ---------- | ------- | ------- | ------- | ------- | ------ | --------- |
| Jade Barbosa      | Mångkamp   | 13.950  | 15.025  | 15.075  | 15.500  | 59.550 | 10        |
| Jade Barbosa      | Hopp       | i.u.    | 14.487  | i.u.    | i.u.    | 14.487 | 7         |
| Daiane dos Santos | Fristående | 14.975  | i.u.    | i.u.    | i.u.    | 14.975 | 6         |
| Ana Cláudia Silva | Mångkamp   | 14.350  | 14.175  | 14.175  | 14.175  | 56.875 | 22        |

### Rytmisk gymnastik
| Gymnast                                                                                 | Gren  | Kval   | Kval                | Kval   | Kval      | Final            | Final               | Final            | Final            |
| Gymnast                                                                                 | Gren  | 5 rep  | 3 tunnband 2 käglor | Totalt | Placering | 5 rep            | 3 tunnband 2 käglor | Total            | Placering        |
| --------------------------------------------------------------------------------------- | ----- | ------ | ------------------- | ------ | --------- | ---------------- | ------------------- | ---------------- | ---------------- |
| Luana Faro Daniela Leite Tayanne Mantovaneli Luisa Matsuo Marcela Menezes Nicole Muller | Trupp | 14.900 | 14.225              | 29.125 | 12        | Gick inte vidare | Gick inte vidare    | Gick inte vidare | Gick inte vidare |

## Handboll
- Huvudartikel: Handboll vid olympiska sommarspelen 2008

Damer
Gruppspel
| Nr | Land      | SM | V | O | F | GM  | IM  | MS  | Poäng |
| -- | --------- | -- | - | - | - | --- | --- | --- | ----- |
| 1  | Ryssland  | 5  | 4 | 1 | 0 | 148 | 125 | +23 | 9     |
| 2  | Sydkorea  | 5  | 3 | 1 | 1 | 155 | 127 | +28 | 7     |
| 3  | Ungern    | 5  | 2 | 1 | 2 | 129 | 142 | -13 | 5     |
| 4  | Sverige   | 5  | 2 | 0 | 3 | 123 | 137 | -14 | 4     |
| 5  | Brasilien | 5  | 1 | 1 | 2 | 124 | 137 | -13 | 3     |
| 6  | Tyskland  | 5  | 1 | 0 | 4 | 123 | 134 | -11 | 2     |

Herrar
Gruppspel
| Nr | Land      | SM | V | O | F | GM  | IM  | MS  | Poäng |
| -- | --------- | -- | - | - | - | --- | --- | --- | ----- |
| 1  | Frankrike | 5  | 4 | 1 | 0 | 148 | 115 | +33 | 9     |
| 2  | Polen     | 5  | 3 | 1 | 1 | 147 | 128 | +19 | 7     |
| 3  | Kroatien  | 5  | 3 | 0 | 2 | 140 | 115 | +25 | 6     |
| 4  | Spanien   | 5  | 3 | 0 | 2 | 152 | 145 | +7  | 6     |
| 5  | Brasilien | 5  | 1 | 0 | 4 | 129 | 153 | -24 | 2     |
| 6  | Kina      | 5  | 0 | 0 | 5 | 104 | 164 | -60 | 0     |

## Judo
Herrar
| Idrottare         | Gren                     | Inledande omgång          | Sextondelsfinal              | Åttondelsfinal                   | Kvartsfinal                  | Semifinal            | Återkval 1               | Återkval 2                   | Återkval 3                       | Final / BM                 | Final / BM       |
| Idrottare         | Gren                     | Motståndare Resultat      | Motståndare Resultat         | Motståndare Resultat             | Motståndare Resultat         | Motståndare Resultat | Motståndare Resultat     | Motståndare Resultat         | Motståndare Resultat             | Motståndare Resultat       | Placering        |
| ----------------- | ------------------------ | ------------------------- | ---------------------------- | -------------------------------- | ---------------------------- | -------------------- | ------------------------ | ---------------------------- | -------------------------------- | -------------------------- | ---------------- |
| Denílson Lourenço | Extra lättvikt (-60 kg)  | Korotun (UKR) W 1001–0001 | Petříkov (CZE) L 0000–0011   | Gick inte vidare                 | Gick inte vidare             | Gick inte vidare     | Gick inte vidare         | Gick inte vidare             | Gick inte vidare                 | Gick inte vidare           | Gick inte vidare |
| João Derly        | Halv lättvikt (-66 kg)   | BYE                       | Kim J-J (KOR) W 0002–0001    | Dias (POR) L 0010–0101           | Gick inte vidare             | Gick inte vidare     | Gick inte vidare         | Gick inte vidare             | Gick inte vidare                 | Gick inte vidare           | Gick inte vidare |
| Leandro Guilheiro | Lättvikt (-73 kg)        | i.u.                      | Bertolotti (ARG) W 0100–0010 | August (RSA) W 1001–0000         | Wang K-C (KOR) L 0000–0100   | Gick inte vidare     | BYE                      | Muminov (UZB) W 1000–0000    | Bilodid (UKR) W 1000–0001        | Maloumat (IRI) W 1000–0000 | 3                |
| Tiago Camilo      | Halv mellanvikt (-81 kg) | BYE                       | Ono (JPN) W 0120-0000        | Malekmohammadi (IRI) W 1010–0000 | Bischof (GER) L 0000–0200    | Gick inte vidare     | BYE                      | Stevens (USA) W 0011–0010    | Burton (GBR) W 0100–0010         | Elmont (NED) W 1100–0001   | 3                |
| Eduardo Santos    | Mellanvikt (-90 kg)      | i.u.                      | He Yz (CHN) W 1000–0000      | Camacho (VEN) W 1000–0000        | Dafreville (FRA) L 0001–1011 | Gick inte vidare     | BYE                      | Meloni (ITA) W 1000-0000     | Aschwanden (SUI) L 0000–0000 YUS | Gick inte vidare           | Gick inte vidare |
| Luciano Corrêa    | Halv tungvikt (-100 kg)  | i.u.                      | Grol (NED) L 0001–0210       | Gick inte vidare                 | Gick inte vidare             | Gick inte vidare     | Ze'evi (ISR) W 0011–0001 | Matyjaszek (POL) L 0000–1000 | Gick inte vidare                 | Gick inte vidare           | Gick inte vidare |
| João Schlittler   | Tungvikt (+100 kg)       | BYE                       | Sotnikov (UKR) W 0010–0001   | Padar (EST) W 0010–0000          | Brayson (CUB) L 0000–1000    | Gick inte vidare     | BYE                      | Hachache (LIB) W 1031–0000   | Riner (FRA) L 0000–1000          | Gick inte vidare           | Gick inte vidare |

Damer
| Idrottare          | Gren                     | Sextondelsfinal                | Åttondelsfinal                | Kvartsfinal          | Semifinal            | Återkval 1                  | Återkval 2                  | Återkval 3                  | Final / BM              | Final / BM       |
| Idrottare          | Gren                     | Motståndare Resultat           | Motståndare Resultat          | Motståndare Resultat | Motståndare Resultat | Motståndare Resultat        | Motståndare Resultat        | Motståndare Resultat        | Motståndare Resultat    | Placering        |
| ------------------ | ------------------------ | ------------------------------ | ----------------------------- | -------------------- | -------------------- | --------------------------- | --------------------------- | --------------------------- | ----------------------- | ---------------- |
| Sarah Menezes      | Extra lättvikt (-48 kg)  | Csernoviczki (HUN) L 0000–1000 | Gick inte vidare              | Gick inte vidare     | Gick inte vidare     | Gick inte vidare            | Gick inte vidare            | Gick inte vidare            | Gick inte vidare        | Gick inte vidare |
| Andressa Fernandes | Halv lättvikt (-52 kg)   | García (DOM) L 0001–0010       | Gick inte vidare              | Gick inte vidare     | Gick inte vidare     | Gick inte vidare            | Gick inte vidare            | Gick inte vidare            | Gick inte vidare        | Gick inte vidare |
| Ketleyn Quadros    | Lättvikt (-57 kg)        | Kang S-Y (KOR) W 0011–0002     | Gravenstijn (NED) L 0000–0001 | Gick inte vidare     | Gick inte vidare     | BYE                         | Fernández (ESP) W 0001–0000 | Sato (JPN) W 1000–0000      | Pekli (AUS) W 1000–0000 | 3                |
| Danielli Yuri      | Halv mellanvikt (-63 kg) | Kong J-Y (KOR) L 0100–1000     | Gick inte vidare              | Gick inte vidare     | Gick inte vidare     | Gick inte vidare            | Gick inte vidare            | Gick inte vidare            | Gick inte vidare        | Gick inte vidare |
| Mayra Aguiar       | Mellanvikt (-70 kg)      | Iglesias (ESP) L 0011–0020     | Gick inte vidare              | Gick inte vidare     | Gick inte vidare     | Gick inte vidare            | Gick inte vidare            | Gick inte vidare            | Gick inte vidare        | Gick inte vidare |
| Edinanci Silva     | Halv tungvikt (-78 kg)   | BYE                            | San Miguel (ESP) L 0010–0011  | Gick inte vidare     | Gick inte vidare     | Moskalyuk (RUS) W 0021–0000 | Morico (ITA) W 1101–0000    | Lkhamdegd (MGL) W 1131–0010 | Jeong (KOR) L 0000–1010 | 5                |

## Kanotsport
Slalom
| Poliana de Paula | Damernas K-1 slalom | 113.47 | 16 | 110.72 | 17 | 224.19 | 14 Q | 168.29 | 14 | Gick inte vidare | Gick inte vidare | Gick inte vidare | Gick inte vidare |

Sprint
| Kanotist        | Gren                 | Heat     | Heat      | Semifinal | Semifinal | Final            | Final            |
| Kanotist        | Gren                 | Tid      | Placering | Tid       | Placering | Tid              | Placering        |
| --------------- | -------------------- | -------- | --------- | --------- | --------- | ---------------- | ---------------- |
| Nivalter Santos | Herrarnas C-1 500 m  | 1:51.363 | 6 QS      | 1:56.139  | 7         | Gick inte vidare | Gick inte vidare |
| Nivalter Santos | Herrarnas C-1 1000 m | 4:17.407 | 6 QS      | 4:12.556  | 7         | Gick inte vidare | Gick inte vidare |

## Konstsim
| Idrottare                     | Gren           | Teknisk rutin | Teknisk rutin | Fri rutin (inledande) | Fri rutin (inledande)  | Fri rutin (inledande) | Fri rutin (final) | Fri rutin (final)      | Fri rutin (final) |
| Idrottare                     | Gren           | Poäng         | Placering     | Poäng                 | Totalt (teknisk + fri) | Placering             | Placering         | Totalt (teknisk + fri) | Placering         |
| ----------------------------- | -------------- | ------------- | ------------- | --------------------- | ---------------------- | --------------------- | ----------------- | ---------------------- | ----------------- |
| Nayara Figueira Lara Teixeira | Damernas duett | 44.334        | 12            | 44.667                | 89.001                 | 13                    | Gick inte vidare  | Gick inte vidare       | Gick inte vidare  |

## Modern femkamp
| Idrottare    | Gren  | Skytte (10 meter luftpistol) | Skytte (10 meter luftpistol) | Skytte (10 meter luftpistol) | Fäktning (värja) | Fäktning (värja) | Fäktning (värja) | Simning (200 m frisim) | Simning (200 m frisim) | Simning (200 m frisim) | Ridsport (hästhoppning) | Ridsport (hästhoppning) | Ridsport (hästhoppning) | Löpning (3000 m) | Löpning (3000 m) | Löpning (3000 m) | Totalpoäng | Slutresultat |
| Idrottare    | Gren  | Poäng                        | Placering                    | MF-poäng                     | Resultat         | Placering        | MF-poäng         | Tid                    | Placering              | MF-poäng               | Straff                  | Placering               | MF-poäng                | Tid              | Placering        | MF-poäng         | Totalpoäng | Slutresultat |
| ------------ | ----- | ---------------------------- | ---------------------------- | ---------------------------- | ---------------- | ---------------- | ---------------- | ---------------------- | ---------------------- | ---------------------- | ----------------------- | ----------------------- | ----------------------- | ---------------- | ---------------- | ---------------- | ---------- | ------------ |
| Yane Marques | Damer | 185                          | 7                            | 1156                         | 19–16            | 14               | 856              | 2:15,44                | 6                      | 1296                   | 252                     | 33                      | 948                     | 11:01,61         | 24               | 1076             | 5332       | 12           |

## Ridsport

### Dressyr
| Idrottare     | Häst          | Gren                | Grand Prix | Grand Prix | Grand Prix Special | Grand Prix Special | Grand Prix Fristil | Grand Prix Fristil | Totalt           | Totalt           |
| Idrottare     | Häst          | Gren                | Poäng      | Placering  | Poäng              | Placering          | Poäng              | Placering          | Poäng            | Placering        |
| ------------- | ------------- | ------------------- | ---------- | ---------- | ------------------ | ------------------ | ------------------ | ------------------ | ---------------- | ---------------- |
| Leandro Silva | Oceano Do Top | Individuell dressyr | 60,125     | 23         | Gick inte vidare   | Gick inte vidare   | Gick inte vidare   | Gick inte vidare   | Gick inte vidare | Gick inte vidare |
| Luiza Almeida | Samba         | Individuell dressyr | 60,833     | 40         | Gick inte vidare   | Gick inte vidare   | Gick inte vidare   | Gick inte vidare   | Gick inte vidare | Gick inte vidare |

### Fälttävlan
| Ryttare                                                | Häst        | Gren                    | Dressyr | Dressyr   | Terräng    | Terräng    | Terräng    | Hoppning         | Hoppning         | Hoppning         | Hoppning         | Hoppning         | Hoppning         | Totalt           | Totalt           |
| Ryttare                                                | Häst        | Gren                    | Dressyr | Dressyr   | Terräng    | Terräng    | Terräng    | Kvalificerad     | Kvalificerad     | Kvalificerad     | Final            | Final            | Final            | Totalt           | Totalt           |
| Ryttare                                                | Häst        | Gren                    | Straff  | Placering | Straff     | Totalt     | Placering  | Straff           | Totalt           | Placering        | Straff           | Totalt           | Placering        | Straff           | Placering        |
| ------------------------------------------------------ | ----------- | ----------------------- | ------- | --------- | ---------- | ---------- | ---------- | ---------------- | ---------------- | ---------------- | ---------------- | ---------------- | ---------------- | ---------------- | ---------------- |
| Jeferson Moreira                                       | Escudeiro   | Individuell fälttävlan  | 55,90   | 51        | 50,80      | 106,70     | 45         | 4,00             | 110,70           | 40               | Gick inte vidare | Gick inte vidare | Gick inte vidare | 110,70           | 39               |
| André Paro                                             | Land Heir   | Individuell fälttävlan  | 59,60   | 57        | 39,20      | 98,80      | 43         | 35,00            | 133,80           | 48               | Gick inte vidare | Gick inte vidare | Gick inte vidare | 133,80           | 47               |
| Marcelo Tosi                                           | Super Rocky | Individuell fälttävlan  | 64,80   | 63        | 24,80      | 89,60      | 37         | 0.00             | 89,60            | 28 Q             | 0.00             | 89,60            | 22               | 89,60            | 22               |
| Saulo Tristão                                          | Totsie      | Individuell fälttävlan  | 79,60 # | 69        | Eliminerad | Eliminerad | Eliminerad | Gick inte vidare | Gick inte vidare | Gick inte vidare | Gick inte vidare | Gick inte vidare | Gick inte vidare | Gick inte vidare | Gick inte vidare |
| Jeferson Moreira André Paro Marcelo Tosi Saulo Tristão | Se ovan     | Lagtävling i fälttävlan | 180,30  | 11        | 114,80     | 295,10     | 10         | 39,00            | 334,10           | 10               | i.u.             | i.u.             | i.u.             | 334,10           | 10               |

### Hoppning
| Ryttare                                                     | Häst               | Gren                  | Kval     | Kval      | Kval       | Kval       | Kval       | Kval             | Kval             | Kval             | Final            | Final            | Final            | Final            | Final            | Totalt           | Totalt           |
| Ryttare                                                     | Häst               | Gren                  | Omgång 1 | Omgång 1  | Omgång 2   | Omgång 2   | Omgång 2   | Omgång 3         | Omgång 3         | Omgång 3         | Omgång A         | Omgång A         | Omgång B         | Omgång B         | Omgång B         | Totalt           | Totalt           |
| Ryttare                                                     | Häst               | Gren                  | Straff   | Placering | Straff     | Totalt     | Placering  | Straff           | Totalt           | Placering        | Straff           | Placering        | Straff           | Totalt           | Placering        | Straff           | Placering        |
| ----------------------------------------------------------- | ------------------ | --------------------- | -------- | --------- | ---------- | ---------- | ---------- | ---------------- | ---------------- | ---------------- | ---------------- | ---------------- | ---------------- | ---------------- | ---------------- | ---------------- | ---------------- |
| Bernardo Alves                                              | Chupa Chup         | Individuell hoppning  | 0        | =1 Q      | 12         | 12         | 30 Q       | 20               | 32               | 27               | Gick inte vidare | Gick inte vidare | Gick inte vidare | Gick inte vidare | Gick inte vidare | 32               | 27               |
| Camila Benedicto                                            | Bonito Z           | Individuell hoppning  | 5        | 39 Q      | 13         | 18         | 40 Q       | 9                | 27               | 38 Q             | 0                | =1 Q             | 8                | 8                | 14               | 8                | 10               |
| Rodrigo Pessoa                                              | Rufus              | Individuell hoppning  | 1        | =14 Q     | 0          | 1          | 3 Q        | 7                | 8                | 7 Q              | 4                | 11 Q             | 0                | 4                | =3               | 4                | DSQ*             |
| Pedro Veniss                                                | Un Blanc de Blancs | Individuell hoppning  | 0        | =1 Q      | Eliminerad | Eliminerad | Eliminerad | Gick inte vidare | Gick inte vidare | Gick inte vidare | Gick inte vidare | Gick inte vidare | Gick inte vidare | Gick inte vidare | Gick inte vidare | Gick inte vidare | Gick inte vidare |
| Bernardo Alves Camila Benedicto Rodrigo Pessoa Pedro Veniss | Se ovan            | Lagtävling i hoppning | i.u.     | i.u.      | i.u.       | i.u.       | i.u.       | i.u.             | i.u.             | i.u.             | 25               | 10               | Gick inte vidare | Gick inte vidare | Gick inte vidare | 25               | DSQ*             |

## Rodd
Herrar
| Idrottare                   | Gren                    | Heat    | Heat      | Återkval | Återkval  | Kvartsfinal | Kvartsfinal | Semifinal | Semifinal | Final   | Final     | Final |
| Idrottare                   | Gren                    | Tid     | Placering | Tid      | Placering | Tid         | Placering   | Tid       | Placering | Tid     | Placering |       |
| --------------------------- | ----------------------- | ------- | --------- | -------- | --------- | ----------- | ----------- | --------- | --------- | ------- | --------- | ----- |
| Anderson Nocetti            | Singelsculler           | 7:35,52 | 2 QF      | i.u.     | i.u.      | 7:23,68     | 5 SC/D      | 7:18,78   | 3 FC      | 7:01,54 | 14        |       |
| Thiago Almeida Thiago Gomes | Lättvikts-dubbelsculler | 6:30,78 | 5 R       | 6:51,99  | 4 SC/D    | i.u.        | i.u.        | 6:39,91   | 2 FC      | 6:36,24 | 17        |       |

Damer
| Idrottare                       | Gren                    | Heat    | Heat      | Återkval | Återkval  | Kvartsfinal | Kvartsfinal | Semifinal | Semifinal | Final   | Final     | Final |
| Idrottare                       | Gren                    | Tid     | Placering | Tid      | Placering | Tid         | Placering   | Tid       | Placering | Tid     | Placering |       |
| ------------------------------- | ----------------------- | ------- | --------- | -------- | --------- | ----------- | ----------- | --------- | --------- | ------- | --------- | ----- |
| Fabiana Beltrame                | Singelsculler           | 8:08.84 | 4 QF      | i.u.     | i.u.      | 7:52,65     | 5 SC/D      | 8:13,01   | 4 FD      | 7:43,04 | 19        |       |
| Camila Carvalho Luciana Granato | Lättvikts-dubbelsculler | 7:25,90 | 5 R       | 7:47,53  | 5 FC      | i.u.        | i.u.        | BYE       | BYE       | 7:22,40 | 15        |       |

## Segling
Herrar
| Seglare                      | Gren    | Lopp | Lopp | Lopp | Lopp | Lopp | Lopp | Lopp | Lopp | Lopp | Lopp | Lopp | Summerad poäng | Finalplacering |
| Seglare                      | Gren    | 1    | 2    | 3    | 4    | 5    | 6    | 7    | 8    | 9    | 10   | M*   | Summerad poäng | Finalplacering |
| ---------------------------- | ------- | ---- | ---- | ---- | ---- | ---- | ---- | ---- | ---- | ---- | ---- | ---- | -------------- | -------------- |
| Ricardo Santos               | RS:X    | 12   | 6    | 13   | 7    | 6    | 3    | 6    | 7    | 5    | 33   | 12   | 65             | 5              |
| Bruno Fontes                 | Laser   | 31   | 17   | 31   | 12   | 12   | 24   | 35   | 23   | 39   | CAN  | EL   | 185            | 27             |
| Samuel Albrecht Fábio Pillar | 470     | 9    | 30   | 10   | 18   | 4    | 30   | 16   | 10   | 24   | 13   | EL   | 134            | 17             |
| Bruno Prada Robert Scheidt   | Starbåt | 10   | 11   | 6    | 1    | 9    | 10   | 2    | 3    | 3    | 3    | 6    | 53             | 2              |

M = Medaljlopp; EL = Eliminerad – gick inte vidare till medaljloppet;
Damer
| Seglare                       | Gren | Lopp | Lopp | Lopp | Lopp | Lopp | Lopp | Lopp | Lopp | Lopp | Lopp | Lopp | Summerad poäng | Finalplacering |
| Seglare                       | Gren | 1    | 2    | 3    | 4    | 5    | 6    | 7    | 8    | 9    | 10   | M*   | Summerad poäng | Finalplacering |
| ----------------------------- | ---- | ---- | ---- | ---- | ---- | ---- | ---- | ---- | ---- | ---- | ---- | ---- | -------------- | -------------- |
| Patrícia Freitas              | RS:X | 20   | 13   | 15   | 23   | 6    | 7    | 21   | 17   | 16   | 20   | EL   | 135            | 18             |
| Fernanda Oliveira Isabel Swan | 470  | 11   | 16   | 5    | 10   | 7    | 6    | 6    | 2    | 7    | 4    | 2    | 60             | 3              |

M = Medaljlopp; EL = Eliminerad – gick inte vidare till medaljloppet;
Öppen
| Seglare                      | Gren      | Lopp | Lopp | Lopp | Lopp | Lopp | Lopp | Lopp | Lopp | Lopp | Lopp | Lopp | Lopp | Lopp | Lopp | Lopp | Lopp | Summerad poäng | Finalplacering |
| Seglare                      | Gren      | 1    | 2    | 3    | 4    | 5    | 6    | 7    | 8    | 9    | 10   | 11   | 12   | 13   | 14   | 15   | M*   | Summerad poäng | Finalplacering |
| ---------------------------- | --------- | ---- | ---- | ---- | ---- | ---- | ---- | ---- | ---- | ---- | ---- | ---- | ---- | ---- | ---- | ---- | ---- | -------------- | -------------- |
| Eduardo Couto                | Finnjolle | 6    | 16   | DNF  | 7    | 2    | 17   | 14   | 27   | CAN  | CAN  | i.u. | i.u. | i.u. | i.u. | i.u. | EL   | 89             | 13             |
| André Fonseca Rodrigo Duarte | 49er      | 10   | 5    | 8    | 9    | 9    | 4    | 12   | 5    | 11   | 1    | 9    | 13   | CAN  | CAN  | CAN  | 16   | 99             | 7              |

M = Medaljlopp; EL = Eliminerad – gick inte vidare till medaljloppet;

## Simning
- Huvudartikel: Simning vid olympiska sommarspelen 2008

## Simhopp
Herrar
| Idrottare     | Gren | Kval   | Kval      | Semifinal        | Semifinal        | Final            | Final            |
| Idrottare     | Gren | Poäng  | Placering | Poäng            | Placering        | Poäng            | Placering        |
| ------------- | ---- | ------ | --------- | ---------------- | ---------------- | ---------------- | ---------------- |
| César Castro  | 3 m  | 400,60 | 24        | Gick inte vidare | Gick inte vidare | Gick inte vidare | Gick inte vidare |
| Cassius Duran | 10 m | 389,65 | 24        | Gick inte vidare | Gick inte vidare | Gick inte vidare | Gick inte vidare |
| Hugo Parisi   | 10 m | 412,95 | 19        | Gick inte vidare | Gick inte vidare | Gick inte vidare | Gick inte vidare |

Damer
| Idrottare      | Gren | Kval   | Kval      | Semifinal        | Semifinal        | Final            | Final            |
| Idrottare      | Gren | Poäng  | Placering | Poäng            | Placering        | Poäng            | Placering        |
| -------------- | ---- | ------ | --------- | ---------------- | ---------------- | ---------------- | ---------------- |
| Juliana Veloso | 10 m | 283,75 | 23        | Gick inte vidare | Gick inte vidare | Gick inte vidare | Gick inte vidare |

## Skytte
- Huvudartikel: Skytte vid olympiska sommarspelen 2008

## Taekwondo
| Idrottare         | Gren             | Åttondelsfinaler     | Kvartsfinaler        | Semifinaer              | Återkval             | Bronsmatch             | Final                | Final            |
| Idrottare         | Gren             | Motståndare Resultat | Motståndare Resultat | Motståndare Resultat    | Motståndare Resultat | Motståndare Resultat   | Motståndare Resultat | Placering        |
| ----------------- | ---------------- | -------------------- | -------------------- | ----------------------- | -------------------- | ---------------------- | -------------------- | ---------------- |
| Márcio Wenceslau  | Herrarnas −58 kg | Naderian (IRI) W 2–1 | Ramos (ESP) L 2–3    | Gick inte vidare        | Gick inte vidare     | Gick inte vidare       | Gick inte vidare     | Gick inte vidare |
| Débora Nunes      | Damernas −57 kg  | Lele (NIG) W DSQ     | Zubčić (CRO) L 2–3   | Gick inte vidare        | Gick inte vidare     | Gick inte vidare       | Gick inte vidare     | Gick inte vidare |
| Natália Falavigna | Damernas +67 kg  | Kouvari (GRE) W 3–1  | Marton (AUS) W 5–2   | Solheim (NOR) L 2–2 SUP | Bye                  | Kedzierska (SWE) W 5–2 | Gick inte vidare     | 3                |

## Tennis
| Spelare               | Gren       | Omgång 1                           | Omgång 2                                 | Åttondelsfinaler                 | Kvartsfinaler     | Semifinaler       | Final / BM        | Final / BM       |
| Spelare               | Gren       | Motståndare Poäng                  | Motståndare Poäng                        | Motståndare Poäng                | Motståndare Poäng | Motståndare Poäng | Motståndare Poäng | Placering        |
| --------------------- | ---------- | ---------------------------------- | ---------------------------------------- | -------------------------------- | ----------------- | ----------------- | ----------------- | ---------------- |
| Thomaz Bellucci       | Herrsingel | Hrbatý (SVK) L 6–2, 4–6, 2–6       | Gick inte vidare                         | Gick inte vidare                 | Gick inte vidare  | Gick inte vidare  | Gick inte vidare  | Gick inte vidare |
| Marcos Daniel         | Herrsingel | Melzer (AUT) L 7–6(11–9), 1–6, 6–8 | Gick inte vidare                         | Gick inte vidare                 | Gick inte vidare  | Gick inte vidare  | Gick inte vidare  | Gick inte vidare |
| Marcelo Melo André Sá | Herrdubbel | i.u.                               | Berdych / Štěpánek (CZE) W 5–7, 6–2, 8–6 | Bhupathi / Paes (IND) L 4–6, 2–6 | Gick inte vidare  | Gick inte vidare  | Gick inte vidare  | Gick inte vidare |

## Triathlon
| Triathlet        | Gren                | Simning (1,5 km) | Trans 1 | Cykling (40 km) | Trans 2 | Löpning (10 km) | Total tid  | Placering |
| ---------------- | ------------------- | ---------------- | ------- | --------------- | ------- | --------------- | ---------- | --------- |
| Reinaldo Colucci | Herrarnas triathlon | 18:24            | 0:27    | 1:17:43         | 0:30    | 33:22           | 1:51:35,57 | 26        |
| Juraci Moreira   | Herrarnas triathlon | 18:52            | 0:29    | 1:17:47         | 0:30    | 34:56           | 1:53:13,94 | 37        |
| Mariana Ohata    | Damernas triathlon  | 20:02            | 0:30    | 1:26:56         | 0:32    | 39:43           | 2:07:11,92 | 39        |

## Tyngdlyftning
- Huvudartikel: Tyngdlyftning vid olympiska sommarspelen 2008

## Volleyboll
- Huvudartikel: Volleyboll vid olympiska sommarspelen 2008